# 清水イブキ
清水 イブキ（しみず イブキ、1999年3月20日 - ）は、日本の俳優、元子役。株式会社ダナウェイズ芸能部所属。
旧芸名は清水 歩輝（読み同じ）で、映画『20世紀少年』などの一部の作品にはこちらの名義で撮影参加している。

## 人物
千葉県市川市出身・在住。3人兄弟の長男（弟2人）。
趣味はバスケットボール。特技は水泳、剣道、歌、ダンス。

## 出演

### CM
- キリンビバレッジ キリンレモン天然水（2009年）
- 日本マクドナルド「100円マック 腹ペコ応援」篇（2014年5月） - 野球部員 役
- 東京個別指導学院 ペアポートレート（2015年2月）
- 明治エッセルスーパーカップ「青春の頭上に」篇（2016年12月） - 将棋部員 役
- ヨドバシカメラ「クリスマスセール」篇（2018年1月）
- NOLTYスコラ ウェブCM「書くということ」ロングバージョン（2018年5月） - 陸上部員 役

### 映画
- 筆子・その愛 -天使のピアノ-（2007年） - 山口常雄 役
- 携帯配信映画「放送不可」（2007年）
- 20世紀少年（2008年 - 2009年） - コンチ/今野裕一（幼少） 役
- 森の歌が聞こえる（2011年） - 森田一郎 役
- 億男（2018年） - 大学落研後輩 役
- 北の方へ Kita No Hou E（2018年） - 翔 (SHO) 役

### テレビ番組
- おかあさんといっしょ 今月の歌「ぼよよん行進曲」（2006年4月、NHK）
- 超大型歴史アカデミー史上初!1億3000万人が選ぶニッポン人が好きな偉人ベスト100 第2弾 美女編「夏目雅子」（2006年9月、日本テレビ）
- アートエンターテインメント 迷宮美術館「母は偉大なり！」（2007年、NHK）[4]
- ペケ×ポン（2009年、フジテレビ） - 「赤マジ先生」コーナーレギュラー

### テレビドラマ
- 明日の光をつかめ2（2011年7月 - 9月、東海テレビ） - 峰下純也 役
- 絶対零度〜未然犯罪潜入捜査〜 第5話（2018年8月、フジテレビ） - バスケット部員 役
- メゾン・ド・ポリス 第5話（2019年、TBS） - バスケット部員 役

### 舞台
- 市川青年会議所主催ミュージカル「家族 〜ある夏の出来事〜」（2005年8月）
- 劇團88號公演「白地に赤く」（2018年4月） - 岡田昇 役

### その他
- やすいゆうこ「たまごかけごはんのうた」音楽CD（2007年9月） - コーラス参加
- T-Pistonz+KMC「勝って泣こうゼッ!」プロモーションビデオ（2011年10月） - 出演